# Эхинодорус вертикальный
Эхинодо́рус вертика́льный (лат. Echinodorus verticalis) — травянистое растение рода Эхинодорус семейства Частухоцветные.

## Описание
Эхинодорус вертикальный представляет собой травянистый куст без стебля с овальными листьями, собранными в розетку. Длина черешков несколько больше длины листовой пластины. Куст достигает в высоту 20 сантиметров. В природе не встречается, выведен искусственно путём гибридизации.

## Культивирование
При содержании растения в аквариуме оптимальная температура составляет 20—28 °C, Вода должна быть средней жёсткости, не меньше 6 немецких градусов, нейтральной или слабощелочной (pH 6,8—8,0). Растение плохо развивается в мягкой слабокислой воде и быстро сбрасывает старые листья. Необходима частая подмена части воды, при этом следует вносить минеральные удобрения и микроэлементы. Мутная вода нежелательна, так как оседающая на листьях муть вредит эхинодорусу. Освещение должно быть от сильного до умеренного, растение может расти в тени более крупных растений, однако не переносит сильного затенения. Световой день может варьироваться в широких пределах в зависимости от интенсивности освещения. Грунт должен состоять из смеси крупного песка с мелкой галькой с примесью глины и быть умеренно заилённым. Толщина слоя грунта должна быть не менее 4—5 сантиметров.

Эхинодорус вертикальный может также расти во влажной оранжерее или палюдариуме при температуре 26—30 °C. Грунт необходим питательный, освещение яркое.

В аквариуме вертикальный эхинодорус размножается вегетативно, образуя цветочные стрелки, на которых формируются бутоны, но цветы не раскрываются, а на концах стрелок появляются 2—3 дочерних растения, под тяжестью которых стрелки опускаются к грунту, где молодые растения быстро укореняются и после образования крупных листьев могут быть отделены. В оранжерее эхинодорус цветёт, однако получить семена не удаётся.